# 嘉義東門町派出所

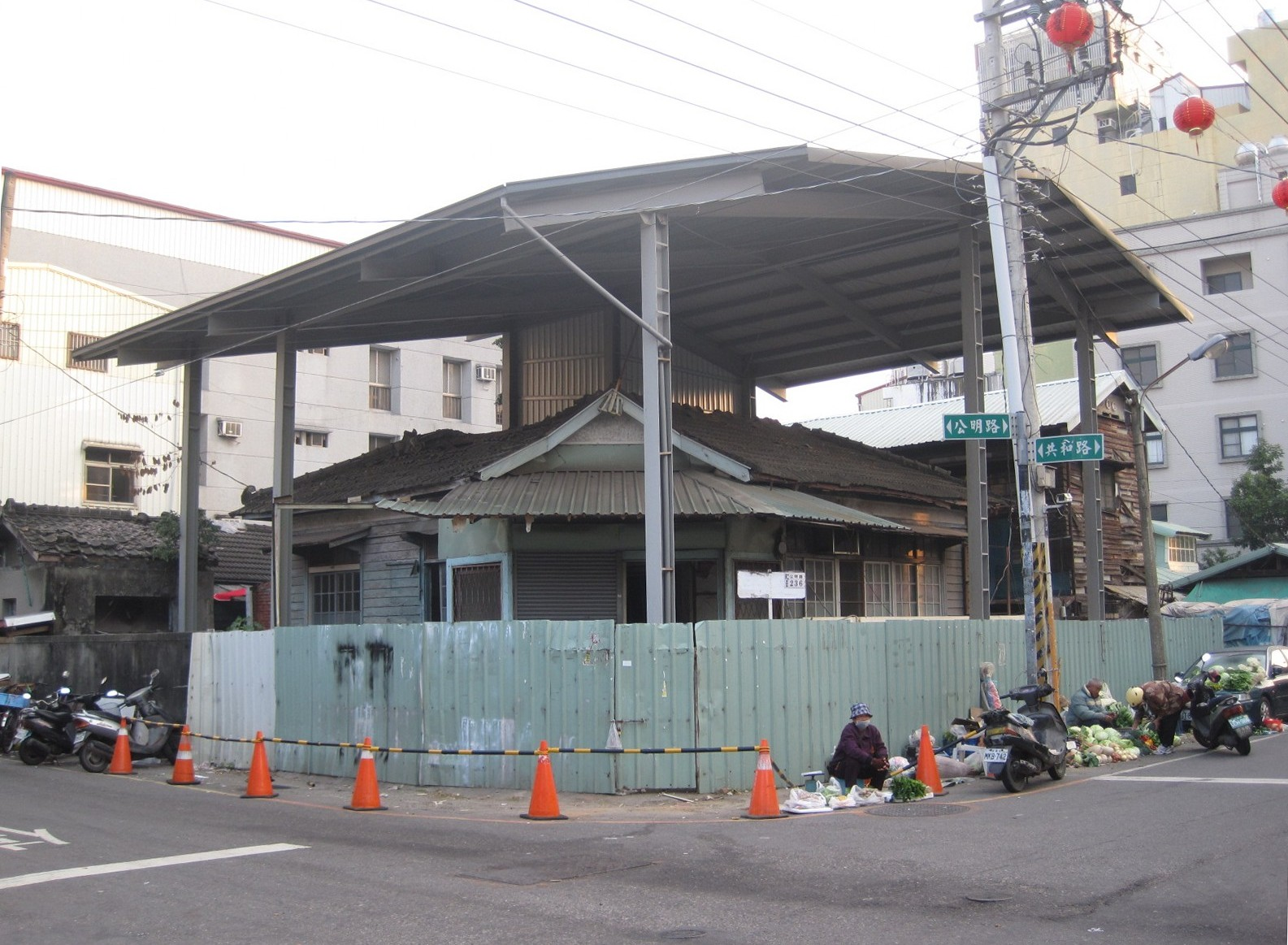
東門派出所修復前樣貌

嘉義東門町派出所，位於臺灣嘉義市東區，是日治時期所興建的舊警察派出所建築，因當時位置靠近嘉義市東門町故名為東門町派出所。其在二戰後作為東門派出所，並持續使用至1987年，之後作為他用，並於2010年被登錄為嘉義市歷史建築，為嘉義市僅存的日治時期警察機關建築。

## 沿革
東門町派出所在日治時期隸屬於臺南州嘉義警察署，其當時在嘉義市設有9間派出所，分別為東門町派出所、西門町派出所、南門町派出所、北門町派出所、元町派出所、榮町派出所、宮前町派出所、北社尾派出所和玉川町派出所。東門町派出所的地址為嘉義市元町一丁目6番地，其於1944年的管轄區域如下：
- 北門町：一、二丁目全、三丁目29至55番地、四丁目174至230番地
- 東門町：四丁目26至28番地、五丁目2至24番地、六丁目1至71番地、七丁目1至67番地、八丁目1至12番地
- 元町：一丁目1至33番地、二丁目1至83番地、三丁目3至94番地、四丁目7至86番地
- 新高町：120番地
- 山下町：43至131番地
- 檜町：一、二丁目全
- 宮前町：五、六、七丁目全

東門町派出所的空間分為1棟辦公廳舍及2棟宿舍，其最初為1923年落成的紅磚造建築，但在1930年的新營地震中受損，之後用檜木和杉木改建為現今樣貌。嘉義東門町派出所在戰後作為東門派出所，直到1987年廢止，之後於1996年出借作為嘉義市東區聯合里辦公室，於2000年歸還嘉義市警局。

## 修復過程
東門派出所在2011年進行修復調查規劃報告後仍閒置多年，且修復工程多次流標，直到2017年10月才開工修復，原預計在2018年10月完工。2017年12月，在所長宿舍下方挖掘出清朝的建築遺構和玉器等文物，原初步認為是臺灣清治時期嘉義縣城東門城牆遺構，後來經判斷為當時望族家中的庭院，仍具有保存價值，故須變更修復工程設計。

## 其他
在國立臺灣歷史博物館內建有其複製品以介紹台灣日治時期的警察制度。